# Laura Lattuada
Laura Lattuada (Milano, 1º giugno 1960) è un'attrice e conduttrice televisiva italiana.

## Biografia
Attrice di televisione e teatro, ha studiato lingue e scienze politiche all'Università Cattolica del Sacro Cuore di Milano senza però terminare gli studi. Si è formata come attrice all'Accademia del Teatro dei Filodrammatici di Milano diretta da Ernesto Calindri.
Dopo il debutto teatrale con Eva Magni e Franca Nuti ne La strana quiete di Renato Mainardi, si è fatta conoscere dal grosso pubblico nel 1981 interpretando il ruolo di una tossicodipendente in Storia di Anna, sceneggiato televisivo in sei puntate di Rete 1 diretto da Salvatore Nocita. Lo sceneggiato ha avuto un'audience oltre 15 milioni di telespettatori e ha consentito all'attrice di vincere diversi premi, tra cui il Telegatto come attrice rivelazione dell'anno, il Microfono d'Argento, il Premio regia Televisiva Giardini Naxos come miglior attrice e il Premio Personalità Europea.
Ha poi partecipato ad altri sceneggiati per iniziare quindi un percorso teatrale a far data dallo spettacolo con Giancarlo Sbragia Il giorno di Giuseppe Parini, cui ha fatto seguito poi il Cyrano de Bergerac con Gigi Proietti, fino ad arrivare a Non si sa come di Luigi Pirandello con Gabriele Lavia.
Passata a collaborare con diverse produzioni televisive in veste di conduttrice, grazie all'intuizione di Luciano Rispoli, è divenuta autrice e conduttrice di Passepartout, in onda su Leonardo e Arturo.
Ha ideato il Premio Ratto delle Sabine, di cui cura la direzione artistica, che viene assegnato ogni estate in un borgo della Sabina ad una donna che abbia almeno "60 primavere alla spalle e che continui a vivere la sua vita con entusiasmo, curiosità ed energia".

## Filmografia parziale

### Cinema
- Ti amo Maria, regia di Carlo Delle Piane (1997)
- Il malato immaginario, regia di Tonino Cervi (1979)

### Televisione
- Racconto d'autunno, 1980, regia di Domenico Campana
- Storia di Anna, 1981 regia di Salvatore Nocita
- Piccolo mondo antico, 1983, regia di Salvatore Nocita
- Melodramma, 1984 regia di Sandro Bolchi
- I promessi sposi, 1989, regia di Salvatore Nocita
- L'ombra della spia, 1988 regia di Alessandro Cane
- Colletti bianchi, 1988 regia di Bruno Cortini
- Lui e lei, 1998-1999 regia di Luciano Manuzzi
- Ricominciare, 2000-2001, regia di Vincenzo Verdecchi
- Incantesimo, 2001-2002, regia di Alessandro Cane

## Teatro

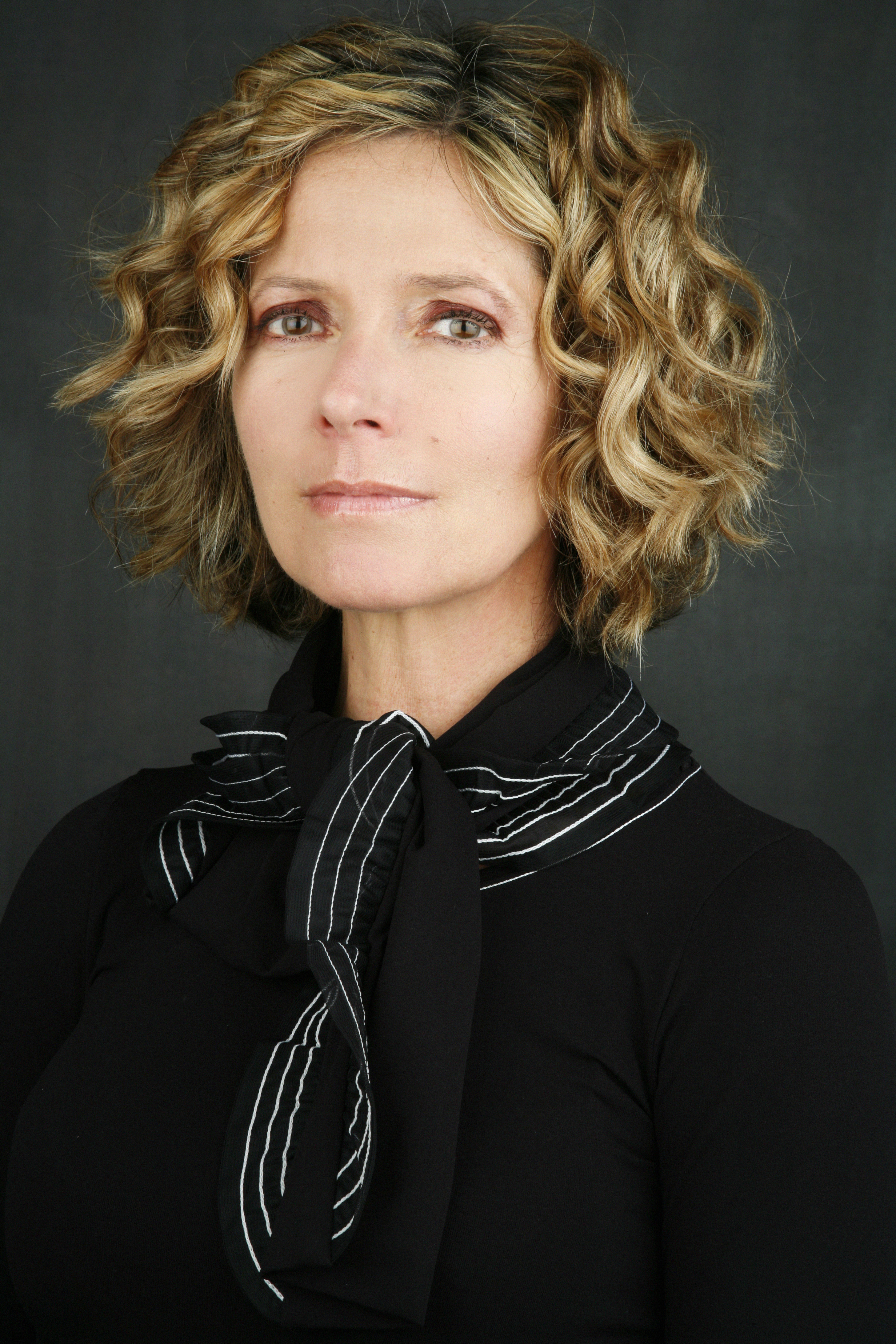
Laura Lattuada

- Cyrano de Bergerac di Edmond Rostand, regia di Gigi Proietti, nel ruolo di Rossana.
- La Pamela di Carlo Goldoni, regia di Beppe Navello, Teatro Stabile di Torino, nel ruolo di Pamela. (1986)
- I tre moschettieri di Alexandre Dumas, regia di Beppe Navello e Gigi Proietti, Teatro Stabile dell'Aquila, nel ruolo della Regina Anna d'Austria.
- Il giocatore di Carlo Goldoni, regia di Augusto Zucchi, protagonista con Paola Borboni.
- Il magnifico cornuto, regia di Stelio Fiorenza, protagonista con Nino Castelnuovo.
- Io e mia figlia regia di Renato Giordano, protagonista con Michele Placido.
- Lungo i sentieri del sogno di Walter Mastrosimone, regia di Bruno Montefusco, protagonista con Massimo Bonetti.
- Lettera allo sposo di Botho Strauß, regia di Bruno Montefusco, monologo che debutta al Festival di Todi
- Stringimi a te, stringiti a me di Giuseppe Manfridi, regia dell'autore, protagonista con Lorenzo Lavia
- Il berretto a sonagli di Luigi Pirandello, regia di Walter Manfrè, protagonista con Corrado Pani.
- Bodies di James Saunders, regia di Patrick Rossi Gastaldi, protagonista con Luca Zingaretti.
- Uscirò dalla tua vita in taxi di Keith Waterhouse e Willis Hall, regia di Patrick Rossi Gastaldi, protagonista con Giancarlo Zanetti.
- Non si sa come di Luigi Pirandello, regia di Gabriele Lavia, Teatro Stabile di Torino, protagonista con Gabriele Lavia.
- È ricca, la sposo … l'ammazzo tratto dal film omonimo, regia di Sergio Japino, protagonista con Gianfranco D'Angelo.
- L'amico di tutti regia di Piero Maccarinelli, protagonista con Johnny Dorelli
- Aiace di Sofocle  regia di Paolo Gazzara, protagonista con Massimo Venturiello
- L'anatra all'arancia di Marc-Gilbert Sauvajon, regia di Bruno Montefusco, protagonista con Giancarlo Zanetti
- Portasudeuropa di Maria Pia Daniele, regia dell'autrice, monologo presentato a Parigi a 'Les Italiennes, diretto da Maurizio Scaparro.
- Coefore di Eschilo, regia di Beppe Arena, nel ruolo di Elettra
- Il collezionista di Anthony Shaffer, regia di Giancarlo Zanetti, protagonista con Giancarlo Zanetti
- L'uomo dei sogni di Claudio Forti, regia di Giancarlo Zanetti, protagonista con Giancarlo Zanetti
- La guerra dei Roses, di Warren Adler, regia di Ugo Citi, protagonista con Giancarlo Zanetti
- Paura d'amare, tratto dal film omonimo, regia di Lorenzo Gioielli, protagonista con Giancarlo Zanetti
- Adorabili amici di Carole Greep, regia di Patrick Rossi Gastaldi, protagonista con Ettore Bassi e Massimiliano Vado
- L'inferno non esiste di Susanna Tamaro, regia di Matteo Tarasco, monologo
- Questo Amore di Roberto Cotroneo, regia di Matteo Tarasco, con Massimiliano Vado e Laura Garofoli [1]

## Programmi televisivi

### Conduttrice
- Invito a teatro, tre serie di 24 puntate sul teatro - Rai3
- La Rete, una stagione di dirette il sabato pomeriggio con Luciano Rispoli - Rai2
- La più bella sei tu, tre serie di prime serate con Luciano Rispoli - TMC
- Passepartout, interviste a casa di personaggi della cultura, dello spettacolo, dello sport - Leonardo e Arturo, canali satellitari Sky